# Storsundsudden
Storsundsudden är en udde i Finland. Den ligger i Pyttis och landskapet Kymmenedalen, i den södra delen av landet, 90 km öster om huvudstaden Helsingfors. Storsundsudden ligger på ön Mogenpört.
Terrängen inåt land är mycket platt.  Närmaste större samhälle är Lovisa, 19,7 km nordväst om Storsundsudden. 